# Młynówka (prawy dopływ Bystrzycy)
 Młynówka – potok górski w Sudetach Zachodnich, w Górach Sowich, w woj. dolnośląskim.
Górski potok, prawy dopływ Bystrzycy o długości ok. 9,9 km, należący do dorzecza Odry i zlewiska Morza Bałtyckiego.
Źródła potoku tworzą liczne, drobne potoczki położone na wysokości 750–700 m n.p.m., w lesie świerkowym regla dolnego i na łąkach wschodnio-północnego zbocza wzniesienia Wroniec, na wschód od Przełęczy Walimskiej, w zachodnio-północnej części Gór Sowich, na obszarze Parku Krajobrazowy Gór Sowich. Część źródeł ma charakter okresowych wykapów. Potoczki niżej łączą się w jeden potok. W górnym biegu potok płynie w kierunku północno-wschodnim niewielką zalesioną doliną. Na wysokości 710 m n.p.m. potok opuszcza zalesiony teren i płynie bezleśną doliną w kierunku północnym do przysiółka Modlęcin. Dalej potok wzdłuż drogi pośród łąk i zabudowań płynie w kierunku wsi Glinno. Poniżej wsi dolina zwęża się, zbocza brzegów stają się strome zalesione i usiane skałkami a potok spływa szybciej po głazach w korycie. Za przysiółkiem Młyńska łączy się z Michałkowskim Potokiem i dalej płynie do ujścia do Bystrzycy. Po przepłynięciu ok. 1,1 kilometra na poziomie ok. 350 m n.p.m. w okolicy Zagórza Śl. uchodzi do małej zatoki Jeziora Bystrzyckiego. Zasadniczy kierunek biegu potoku jest północno-zachodni. Jest to potok górski odwadniający znaczny fragment północnej części Gór Sowich. Koryto potoku kamienisto-żwirowe. Potok w większości swojego biegu płynie niezabudowanym terenem przyjmując wody mniejszych bezimiennych strumieni. W większości swojego biegu potok jest nieuregulowany, o wartkim prądzie wody.

## Dopływy
- Michałkowski Potok – prawy
- Kilka bezimiennych strumieni i potoków.

## Miejscowości, przez które przepływa
- Modlęcin
- Glinno
- Młyńska